# Inframundo griego

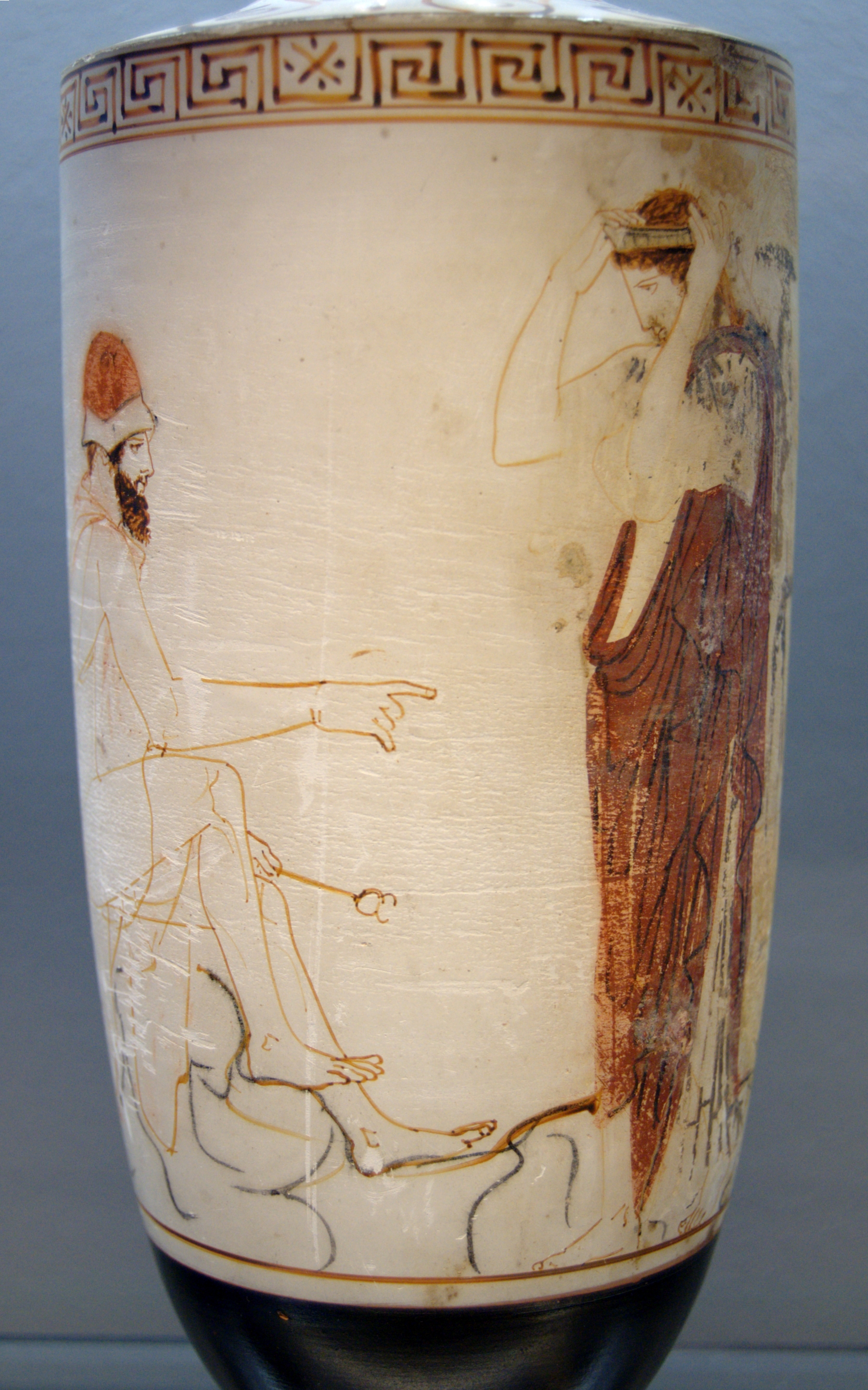
Hermes Psicopompos sentado en una roca, preparado para guiar al difunto hacia el inframundo. Lécito ático blanco, ca. 450 a. C., Staatliche Antikensammlungen, Múnich.

El inframundo griego o el Hades es un término general que se emplea para describir al reino del dios Hades según la mitología griega. Los espíritus de los fallecidos en la mitología clásica eran referidos como eidolon (εἴδωλον, «aparición») y sombra (σκιά, umbra, «fantasma»). Las primeras ideas sobre el más allá en la mitología griega indican que, en el momento del fallecimiento, la esencia o alma del individuo (ψυχή, psique) se separa del cuerpo y es transportada al inframundo. En las primeras referencias mitológicas, por ejemplo, en la Ilíada y la Odisea de Homero, los muertos se agrupaban indiscriminadamente y llevaban una pos-existencia sombría; sin embargo, en la mitología más tardía, por ejemplo, en la filosofía de Platón, se comenzó a segregar a los individuos según fueran buenas o malas personas. El inframundo era normalmente referido como Hades debido al dios homónimo, ubicado en la periferia del mundo, ya fuera en los confines del Océano, también asociado al dios del mismo nombre, o bajo la tierra. La mayoría de fuentes lo describen como un lugar oscuro y con ausencia de la luz del sol, en contraste directo con el mundo de los vivos y con el resplandor del monte Olimpo, residencia de los dioses. El inframundo se considera un reino invisible, a menudo entendido como un estado permanente de oscuridad, aunque también como enlace etimológico potencial con Hades como «lugar nunca visto». Aunque es un lugar sin retorno y exclusivo para los difuntos, en los mitos algunos héroes consiguieron bajar hacia las profundidades (catábasis) y salir de nuevo con vida a la superficie, en especial Orfeo y más tarde Heracles.
Boccaccio nos dice que el inframundo puede tener diversos nombres poéticos, como Érebo, Tártaro, Orco, Dite, Averno, Báratro e Infierno.

## Geografía

### Los nueve círculos del inframundo
De acuerdo al Segundo Mitógrafo Vaticano existen nueve círculos en el inframundo. El primero alberga a las almas de los infantes. El segundo a aquellos simples que no fueron capaces de ayudarse a sí mismos. El tercero a aquellos que se suicidaron para evitar el sufrimiento. El cuarto a aquellos que eran dementes. El quinto a soldados valientes. El sexto a criminales sentenciados por una orden judicial. En el séptimo círculo las almas son purgadas. En el octavo las almas son purgadas para que puedan regresar a sus cuerpos. En el noveno y último ocurre lo mismo por lo que nunca regresarán a los Campos Elíseos.

### Entrada al inframundo
Los muertos podían acceder al inframundo desde varias rutas desde la superficie, entre ellas el Ténaro laconio o el tesproto Aorno, Aornis o Averno («sin aves»). Quizás el más representado es el traslado del barquero Caronte a través de un río. Este evento se representa de manera reiterada en los lécitos (vasos funerarios) atenienses del siglo V a. C. y es difícil asociar esta figura a un periodo anterior al siglo VI antes de Cristo. Aunque Caronte no aparece en las primeras fuentes mitológicas, existía la superstición de que los difuntos no accederían al inframundo a no ser que recibieran un funeral adecuado, siendo el ejemplo más célebre el funeral de Patroclo y Héctor en la Ilíada. Alternativamente, Hermes también guiaría a los difuntos hacia el inframundo y aparece en el libro 24 de la Odisea de Homero, también recurrente en los lécitos funerarios. El Hades era célebre por sus puertas, ya que uno de los epítetos del dios homónimo era el de «guardián de la puerta».

### Campo de las lágrimas
Virgilio nos habla del «campo de las lágrimas», una sección neutra en donde donde convergen todos los muertos antes de plazo. Se encuentra entre el Aqueronte y el Tártaro, situado justo después de la ubicación de Cerbero, y este campo es lo primero que se ve del inframundo. Allí se hallan las almas de los niños llorando. También los condenados a morir por falsa acusación y son convocados por Minos. Los campos de las lágrimas son específicamente la ubicación de aquellos que murieron por culpa del amor. Eneas ve allí en total a Fedra, Procris, Erifila, Evadne, Pasífae, Laodamía, Cénide y Dido.

### Tártaro

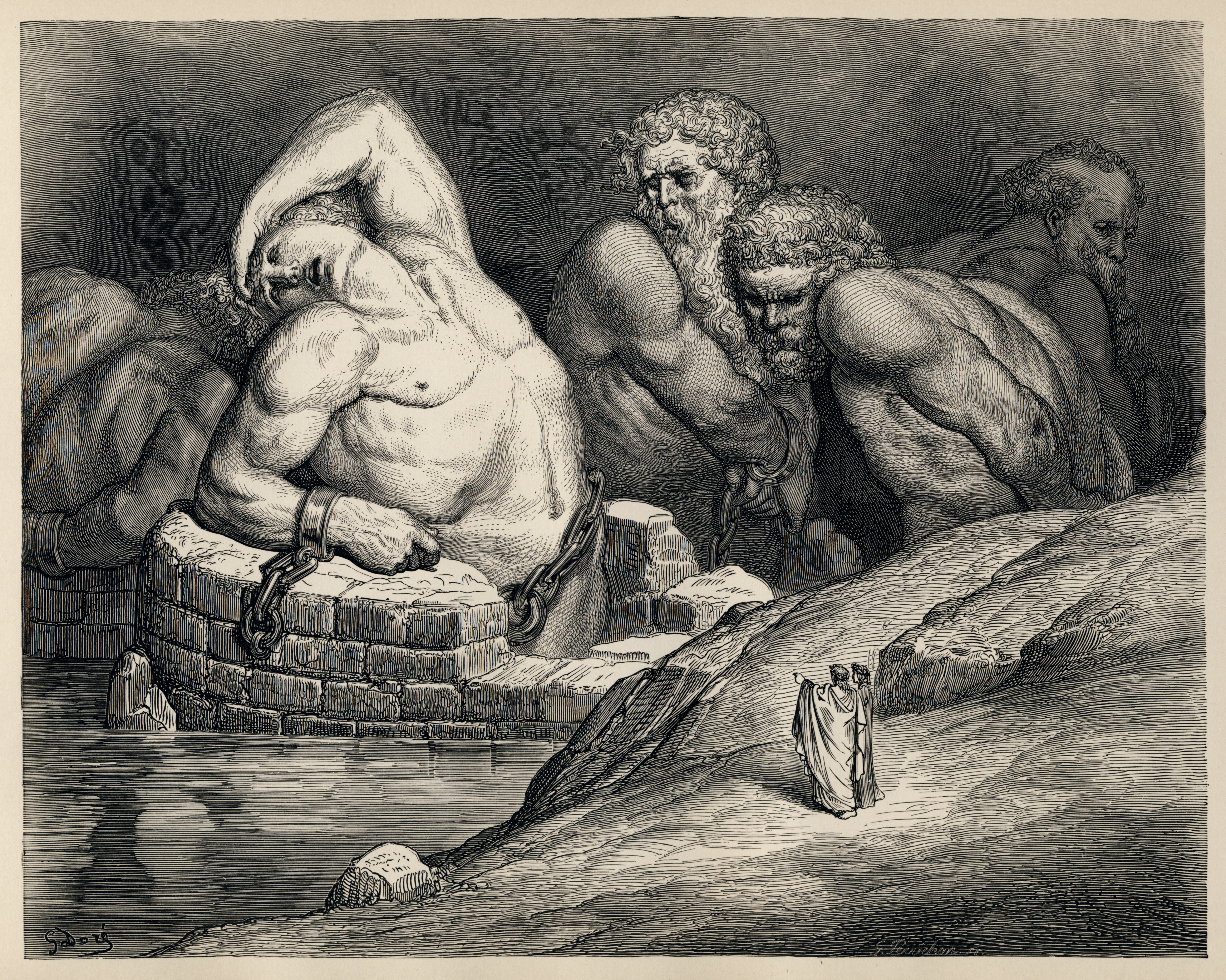
Los titanes fueron encerrados en el Tártaro tras su derrota ante Zeus.

En algunas fuentes griegas el Tártaro es un sinónimo de inframundo, mientras que en otras referencias es un reino completamente separado del inframundo. Hesíodo describe el Tártaro como el punto más profundo del inframundo. Al igual que el Hades, es tan oscuro que «la noche lo rodea tres veces como un collar al cuello, mientras que por encima crecen las raíces de la tierra y del océano sin cultivar». Los habitantes más célebres del Tártaro son los titanes; Zeus expulsó a los titanes al Tártaro junto a su padre Crono tras haberlos derrotado. Homero escribió que Crono se convirtió en el rey del Tártaro. Según el Gorgias de Platón (c. 400 a. C.), las almas eran juzgadas tras la muerte y en el Tártaro los malvados recibían el castigo divino. El Tártaro también se consideraba una fuerza primordial, deidad y personificación. Entre los criminales célebres de noble abolengo se encuentran los Alóadas, Anfión, Ascálafo, Crotopo, las Danaides, Flegias, Ixión, Ocno, Pirítoo, Salmoneo, Sísifo, Tántalo y Ticio.

### El prado de asfódelos
El prado de asfódelos, o campos de asfódelos (ἀσφοδελὸς λειμών, asphodelós leimôn ), aparece en la Odisea de Homero cuando Odiseo realiza la catábasis hacia el inframundo. Aquí llevaba las almas de los difuntos Hermes Psicopompo. Se desconoce si los antiguos griegos entendían estos «prados» o bien como las flores del género asfódelo (Asphodelus L.), o bien como un campo de cenizas (derivado de la construcción etimológica σφοδελὸς > σποδός, «ceniza»).  Odiseo se encontró aquí a una serie de mujeres célebres de las estirpes nobles, entre ellas Tiro, Antíope, Alcmena, Mégara, Epicasta, Cloris, Pero, Leda, Ifimedea, Fedra, Procris, Ariadna, Mera, Clímene y Erífile.

### Campos Elíseos y las islas de los Bienaventurados
Los Campos Elíseos —y en ellos situadas las Islas de los Afortunados o Isla de los Bienaventurados— era una utopía, un paraíso en el más allá reservado a los más distinguidos individuos. Los Campos Elíseos son mencionados por primera vez en el libro 4 de la Odisea de Homero, cuando Menelao promete que irá a este lugar en vez de morir (distinguiéndolo, por lo tanto, de la vida después de la muerte). Se ubica en los confines del mundo, la peirata, donde la vida es «más fácil para los hombres». Sin embargo, Menelao no alcanza este destino por sus hazañas, sino por ser el yerno de Zeus al casarse con Helena de Troya. En la obra Trabajos y días de Hesíodo, era un paraíso que los héroes podían alcanzar. Finalmente, como la vida de ultratumba se fue ampliando y se hizo más «democrática», las personas honestas podrían ser enviadas a los Campos Elíseos tras ser juzgados por Radamantis y Minos. En algunos mitos Cronos, el padre de Zeus, era el gobernador de las Islas de los Afortunados  y en otros es Radamantis es el supervisor de las islas, aconsejado por el propio Crono.  Allí habitaban Alcmena, Antíloco, Aquiles, Áyax Telamonio, Áyax Oilida, Cadmo, Diomedes, Euforión, Eurídice, Harmonía, Helena, Ifigenia, Lico, Medea, Memnón, Menelao, Neoptólemo, Orfeo, Patroclo, Penélope, Radamantis, Telégono y Telémaco. 

### País de los sueños
El país de los sueños (δῆμος ὀνείρων, dḗmos oneírōn) es descrito en la Odisea. Homero sitúa la tierra más allá de las corrientes de río Océano, las puertas del sol, cerca de los prados de asfódelos, donde residen los espíritus de los muertos. Descrito como «la tierra donde termina la realidad y todo es fabuloso», más allá de las tierras del pueblo de los Sueños se encuentra el reino de las almas, imágenes de hombres exhaustos. Para los poetas latinos el Sueño y su prole vivían en las profundidades de una caverna, cerca del arroyo del Leteo; o bien estaban suspendidos de un sombrío olmo gigante en el vestíbulo del inframundo.

### Ríos

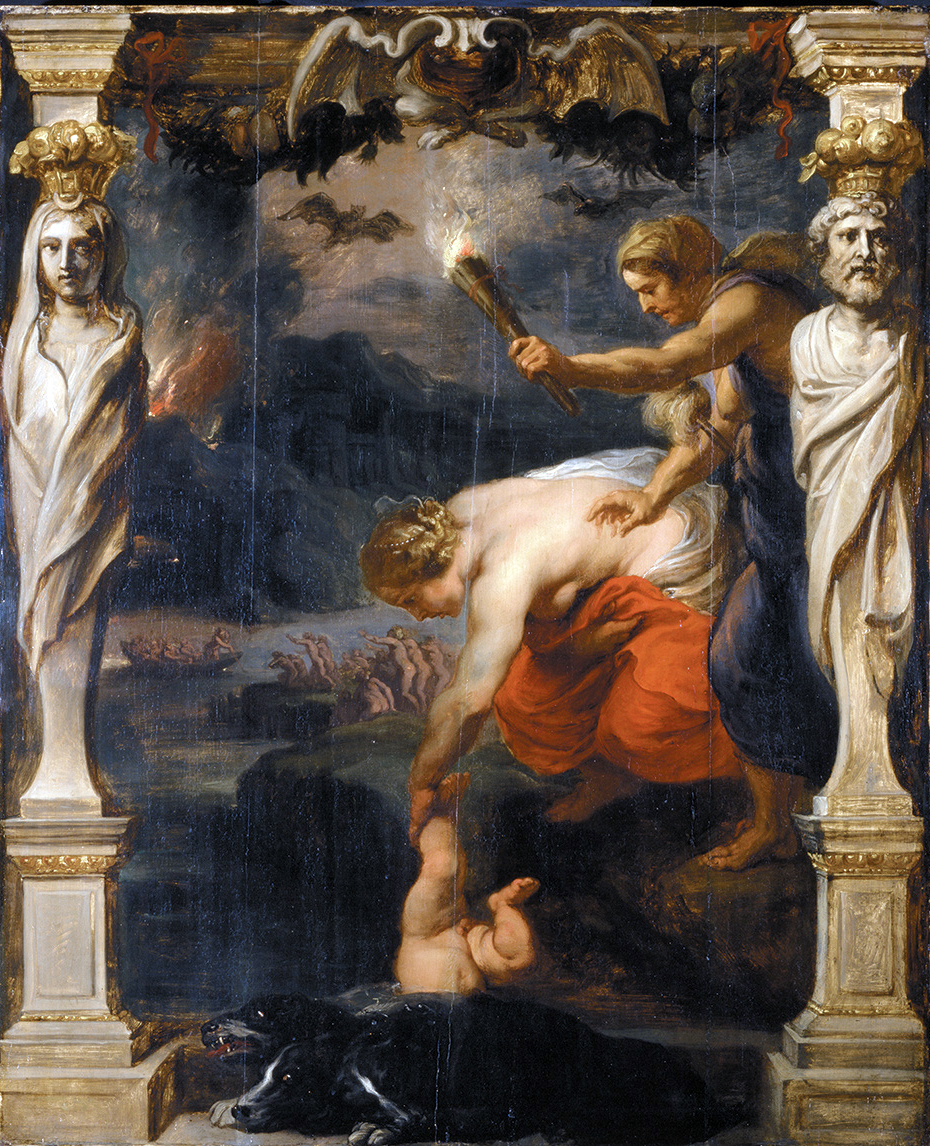
Aquiles siendo sumergido en el río Estigia. Obra de Rubens.

Los ríos son una parte fundamental de la topografía del inframundo y se describen en las fuentes más tempranas como la Ilíada de Homero, donde el fantasma de Patroclo menciona las puertas y un río sin nombre en el Hades; en la Odisea de Homero, el fantasma de la madre de Odiseo, Anticlea, describe que existen «grandes ríos y espantosos arroyos» y se especifican hasta cuatro ríos. El río Océano es la fuente de todas las aguas dulces del mundo y de él surgen diez corrientes; nueve desembocan en el mar, en la superficie, y una décima parte discurre por el Tártaro en la forma de los otros ríos subterráneos, en especial el más importante, el Estigia, Éstige o Estigio, ora un río, ora una laguna.
- El Estigia es el río del «odio», considerado el más prominente y conocido del inframundo. Es el único río del inframundo mencionado en la Ilíada de Homero,[33] el texto mitológico más temprano, y en tres de los Himnos homéricos.[34] El Estigia no es solo un río del inframundo, sino que en sus aguas inviolables los dioses realizaban juramentos, como la hija de Océano y Tetis.[35] En la tradición tardía también sirve como entrada al inframundo sobre el cual Caronte, el barquero de los muertos, llevaba a los difuntos hacia su interior.[36] Existen varios ríos Estigia en el mundo real, según Heródoto, Estrabón y Plinio se encontraba en Arcadia,[37] mientras que Pausanias localiza uno en Nónacris.[38]

- El Aqueronte es el río del «dolor», miseria o aflicción.[39] Es mencionado en muchas fuentes tempranas de poesía arcaica, aunque es menos prominente y anterior al Estigia. En algunas fuentes mitológicas, Caronte trasladaba a los muertos a través del Aqueronte en lugar del Estigia.[40] En otras fuentes alternativas el Aqueronte es un lago sinónimo del inframundo.[41] Pausanias describe un río llamado Aqueronte en Épiro, Tesprotia, que fluye hasta un lago y converge con el río Cocito, que Pausanias atribuye a la inspiración de Homero para la descripción del inframundo.[42]
- El Piriflegentonte o Flegetonte es un río «ardiente» y únicamente se le nombra en una ocasión en la Odisea de Homero, desembocando en el río Aqueronte,[43] y desaparece de las fuentes hasta Platón. Según Platón, este río conduce hasta las profundidades del Tártaro y está asociado con el castigo, en particular, con aquellos que golpean a sus padres y madres. Existía un río o campo con este nombre cerca de Cumas, manteniendo esta asociación de ardiente debido a sus aguas termales,[44] que Estrabón asoció explícitamente al inframundo de Homero.[45]
- El Cocito es el río del «lamento». También es descrito solo una vez en la Odisea de Homero, donde se relata que es un afluente del Estigia que fluye hasta el Aqueronte.[43] Según Platón, el Cocito es circular y desemboca en el Tártaro, por lo que está asociado al castigo de los asesinos.[46] También existe un río con este nombre en Tesprotia y Cumas que desemboca en el Aqueronte real.

Para los órficos estos ríos están cargados de una simbología alegórica: «Los cuatro ríos que se describen corresponden, según la tradición de Orfeo, a los cuatro elementos subterráneos y los cuatro puntos cardinales en dos juegos de opuestos: el Piriflegetonte al fuego y al este; el Cocito o Éstige a la tierra y al oeste; el Aqueronte al aire y al sur. El comentarista asocia luego al Océano con el agua y el norte. Opuesto al Piriflegetonte es el Estigio (caliente frente a frío) y opuesto al Océano es el Aqueronte (agua frente a aire)».
En la tradición mitológica más amplia, sin embargo, existen numerosos cuerpos de agua que se asocian con el inframundo. El Lete o Leteo es el río del «olvido» y Platón nos habla del río Ameles («descuido»). En fuentes tardías una rama de álamo goteando agua del Lete se convirtió en el símbolo de Hipnos, el dios del sueño. Algunas fuentes lo describen como una llanura en lugar de un río. En las tradiciones tardías se incluye también el Erídano, como una suerte locus amoenus; y de la misma manera los órficos mencionan al río Mnemósine («memoria») en tanto que la Divina comedia nos habla de Éunoe, similar a aquel. Graves también dice que entre las aguas subterráneas también se encuentra las del Aornis, que Diodoro refiere como un lago llamado Aorno que se considera consagrado a Perséfone.

## Habitantes divinos

### Hades

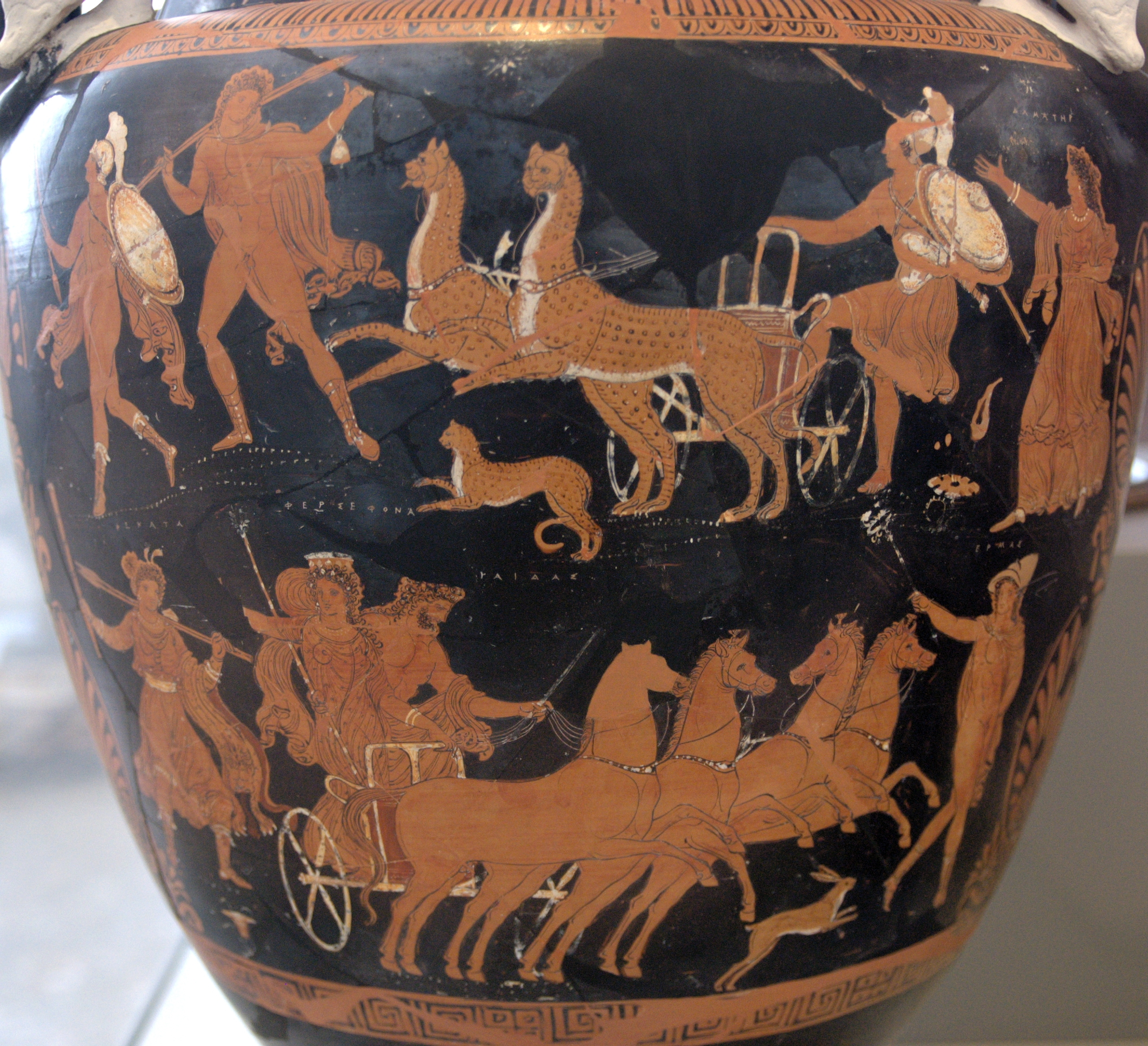
El rapto de Perséfone. Perséfone es secuestrada por Hades en su carro. Antikensammlung Berlin.

Hades (Aides, Aidoneo, Edoneo o Haidês), el primogénito de los titanes Crono y Rea; hermano de Zeus, Poseidón, Hera, Deméter y Hestia, es el dios griego del inframundo. Cuando los tres hermanos varones dividieron el mundo entre ellos, Zeus recibió los cielos, Poseidón el mar y Hades el inframundo. Aunque la responsabilidad de Hades era el inframundo, también podía intervenir en la tierra. Sin embargo, es extraño que Hades abandone sus reinos; para los vivos sus intenciones y su personalidad son un misterio. En el arte y en la literatura Hades es representado dignificado y astuto, no como un torturador ni como un demonio, aunque era considerado la antítesis de la vida y era odiado tanto por los dioses como por los hombres; los sacrificios y rezos no le apaciguaban, así que los mortales rara vez lo intentaban. No era considerado el tormento de los difuntos, sino el «Zeus de los muertos» porque era hospitalario con ellos. Debido a su papel como señor del inframundo, era conocido como Zeus Ctonio, «Zeus infernal» o «Zeus del bajo mundo». Aquellos que recibían castigo en el Tártaro eran asignados a otros dioses que buscaban venganza. En la sociedad griega, muchos veían a Hades como el dios menos querido y muchos dioses le tenían aversión; cuando alguien realizaba sacrificios a Hades, era para buscar venganza en un enemigo o para que le ocurriera algo terrible.

### Perséfone
Perséfone era la hija de Deméter, la diosa de la agricultura, y de Zeus. Perséfone fue secuestrada por Hades, quien deseaba una esposa. Cuando Perséfone estaba recogiendo flores, se maravilló con un narciso plantado por Gea, para atraerla al inframundo como un favor a Hades, y cuando la recogió la tierra se abrió de pronto. Hades apareció en un carro dorado y sedujo y llevó a Perséfone al inframundo. Cuando Deméter se enteró de que Zeus había permitido a Hades secuestrar a su hija y convertirla en su esposa, se enfureció con Zeus y dejó de cultivar las tierras. Para tranquilizarla Zeus pidió a Hades que devolviera a Perséfone a la tierra con su madre. Sin embargo, Perséfone había comido seis semillas de granada en el inframundo, por lo que estaba ligada eternamente a este, ya que las semillas de granada eran sagradas. Perséfone únicamente podría abandonar el inframundo cuando la tierra estuviera floreciendo o en cada estación excepto el invierno. Perséfone es considerada la mitad perfecta para Hades, ya que su nombre significa «la que atrae la muerte».

### Las Erinias

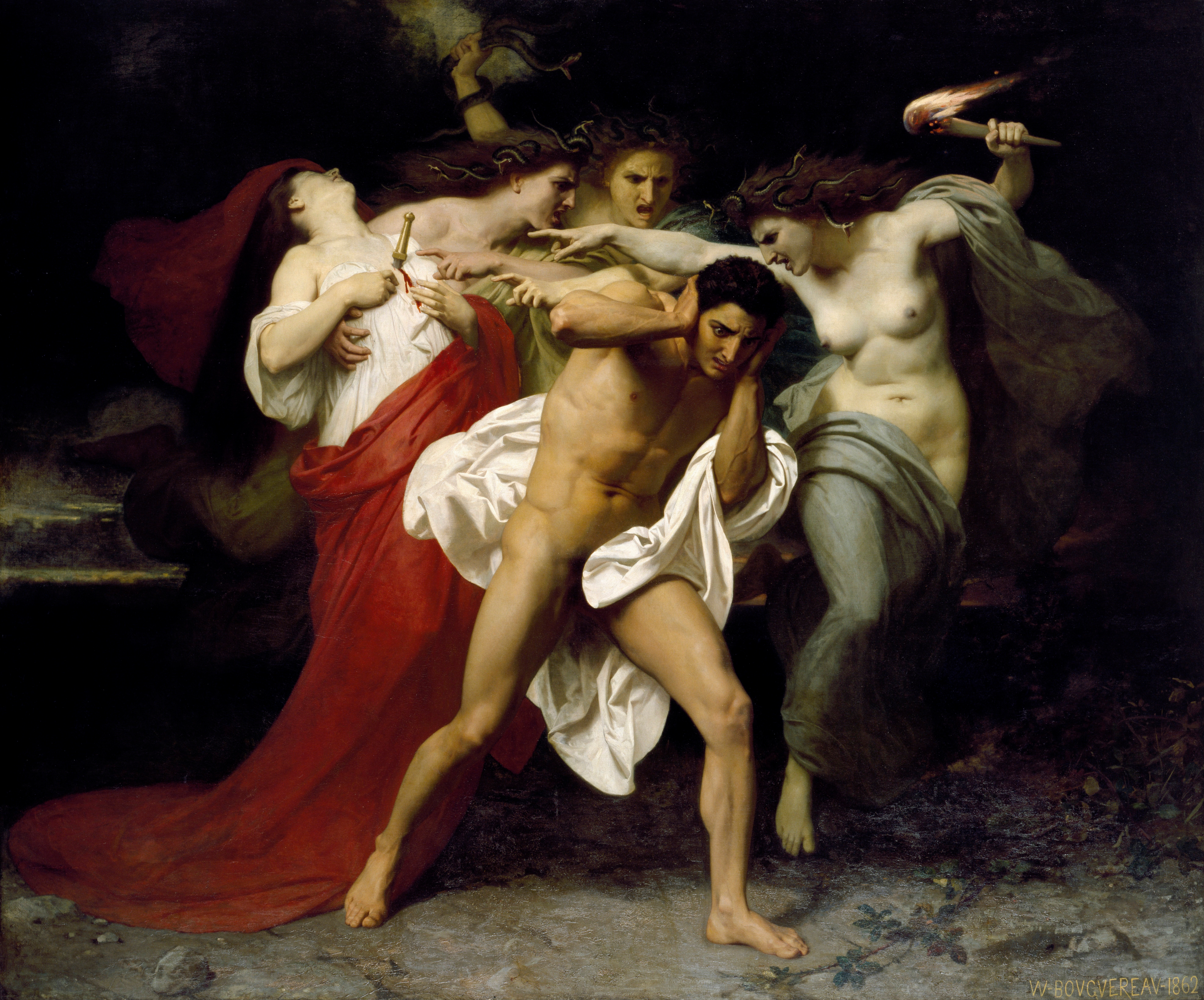
Orestes perseguido por las Erinias. Obra de Bouguereau, Museo Chrysler.

Las Erinias, también conocidas como las Furias, eran tres diosas asociadas con las almas de los difuntos y los crímenes de venganza contra el orden natural del mundo. Sus nombres eran Alecto, Megera y Tisífone.
Se preocupaban particularmente de los crímenes realizados por hijos contra sus padres, como matricidio, parricidio o conductas poco familiares. Producían la locura en el asesino vivo, y si una nación estaba dando asilo al criminal, las Erinias causarían hambre y enfermedades a esa nación. Las Erinias eran temidas por los vivos ya que representaban la venganza de la persona que había sido asesinada hacia el delincuente. A menudo los griegos realizaban «libaciones apaciguadoras» a las Erinias para tranquilizarlas y que no invocaran su furia, por lo que eran las deidades que más libaciones y sacrificios recibían de todo el inframundo. Las Erinias se representaban como mujeres feas y aladas con serpientes entre sus cuerpos.

### Hermes psicopompo
Aunque Hermes no reside en el inframundo y generalmente no se le asocia con él, pues era el encargado de guiar el alma de los difuntos hacia el inframundo. Homero nos habla del viaje de los fallecidos de manos de Hermes como psicopompo (conductor de almas). «Hacia él convocaba las almas de los muertos recién fallecidos. Llevaba su caduceo en las manos, vara hermosa y dorada, que tiene el poder de dormir a los hombres o sacarles del sueño. Una vez despiertos Hermes se lleva sus almas, que daban agudos chillidos detrás de él, como murciélagos dentro de una caverna que, si alguno se cae de su piedra, revuelan y gritan y agloméranse llenos de espanto. Así marchaban con lamentos y en grupo las almas en pena, detrás de Hermes, que con sus pasos los guiaba por las rutas subterráneas hasta los prados asfódelos».

### Jueces del inframundo
La primera región del Hades comprendía los campos de asfódelos, donde las almas de los héroes vagaban abatidas entre espíritus menores. Platón dice que Zeus nombró a tres de sus hijos como los jueces del inframundo. Estos, después de que los hombres hayan muerto celebrarán los juicios en la pradera en la encrucijada de la que parten los dos caminos que conducen el uno a las Islas de los Bienaventurados y el otro al Tártaro. A los de Asia les juzgará Radamantis y a los de Europa, Éaco, pero Minos pronunciará la sentencia definitiva cuando los otros tengan dudas, a fin de que sea lo más justo posible el juicio sobre el camino que han de seguir los hombres. Algunos añaden, como otro de los jueces, a Triptólemo. Aristófanes dice que Dioniso descendió hasta el Hades y se presenta como Heracles, haciendo que Éaco se lamente del robo de Cerbero por parte de este y le condene a ser torturado en el Aqueronte por una suerte de fauna monstruosa: los sabuesos de Cocito, Equidna, la murena tartesia y las gorgonas tritasias.

### Caronte

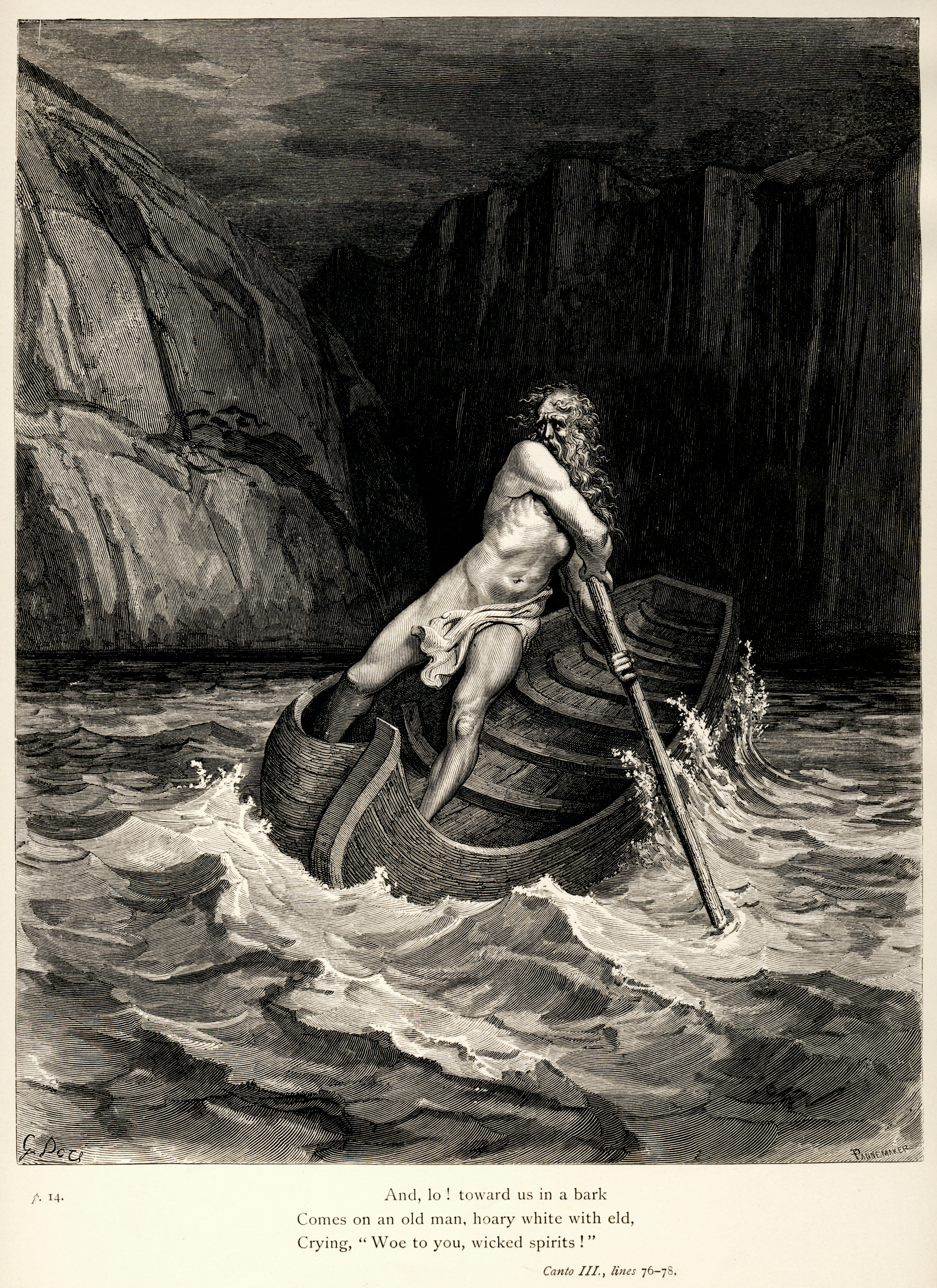
«Caronte», ilustración de Gustave Doré para La divina comedia de Dante.

Caronte es otro psicopompo, pero su función es la de un barquero que transporta a las sombras de los fallecidos a través de las corrientes de aguas subterráneas. Aristófanes dice que Caronte en sus travesías viajaba por las aguas del Estigia que nacen de una roca negra y las corrientes de los acantilados del Aqueronte, de los que fluye sangre. También dice que alcanzaba las orillas del cabo Ténaro, la llanura del Leteo y el paradero de Cerbero. En los funerales, los muertos tradicionalmente albergaba un óbolo (moneda) situada bajo su lengua para poder pagar a Caronte en su viaje. En caso contrario, se vagaba por las costas durante un siglo hasta que se les permitía atravesar el río. Para los etruscos, Caronte era considerado un ser aterrador, tenía una nariz aguileña y un martillo, barbudo y grandes orejas con dientes. En otras descripciones griegas tempranas, Caronte era considerado un hombre barbudo y feo con un sombrero cónico y túnica. Más tarde, en el folclore griego moderno, era considerado un ser angelical, como el arcángel Miguel. No obstante, Caronte fue considerado un ser terrible, ya que su misión era trasladar las almas al inframundo y nadie podía persuadirlo de lo contrario.

### Cerbero

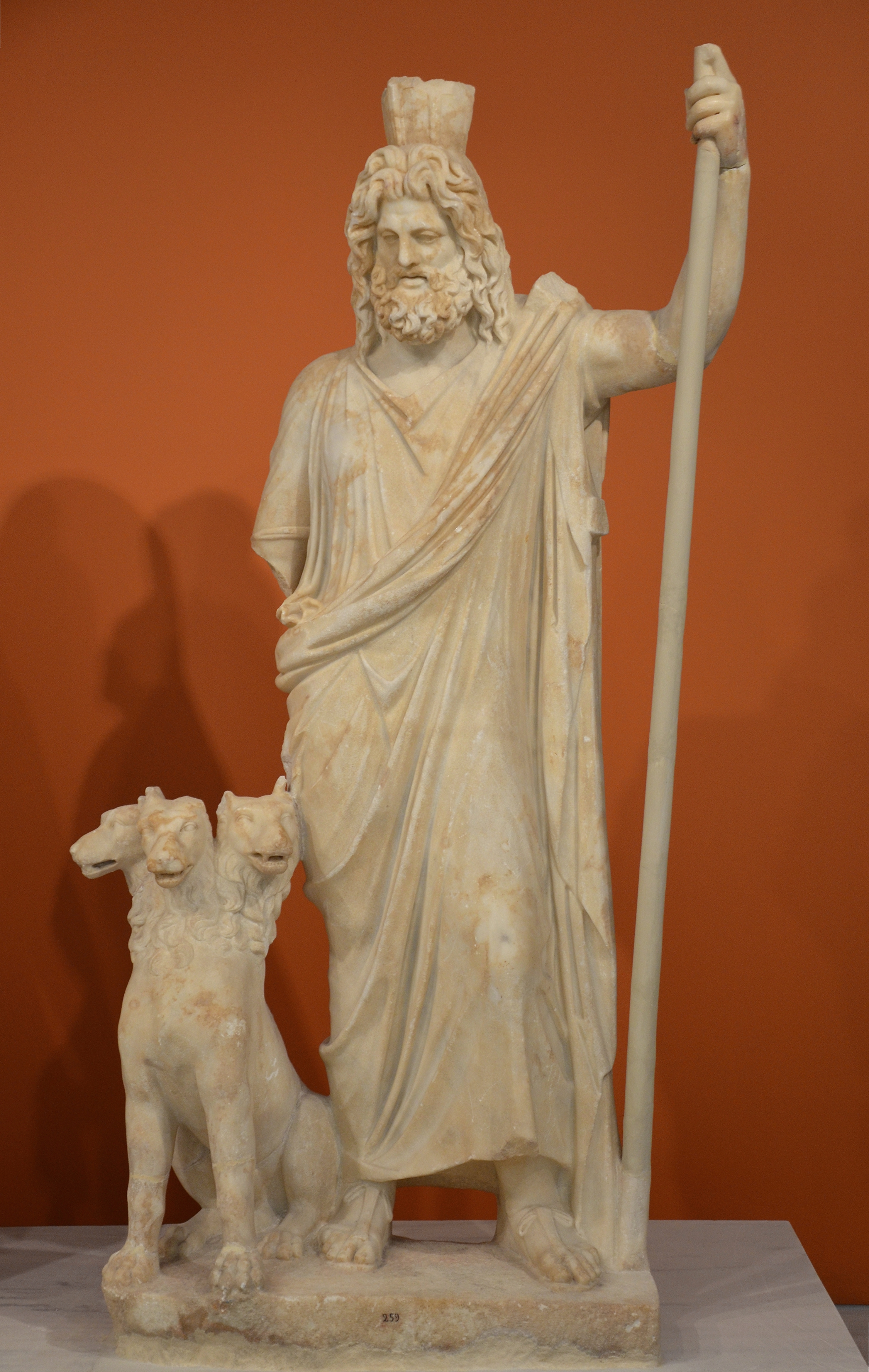
Hades es el dios del inframundo y su perro Cerbero custodiaba su entrada. Museo Arqueológico de Heraclión.

Cerbero, también conocido como el perro del infierno, era el can de tres cabezas de Hades, incluso algunas descripciones describen su cola con cabeza de serpiente y más cabezas de serpiente en su espalda y en su melena. Nacido de la unión de Equidna y Tifón, Cerbero guardaba la puerta de entrada al inframundo. El deber de Cerbero era prevenir que los difuntos abandonaran el inframundo y, además, vigilaba que ninguna persona viva entrara al Hades. Heracles consiguió sacar a Cerbero del inframundo como parte de sus doce trabajos, mientras que Orfeo consiguió dormirlo con su música. Según la Suda, los antiguos griegos emplazaban un pastel de miel (μελιτοῦττα) con los difuntos para que se la dieran a Cerbero.

### Tánatos e Hipnos
Tánatos es la personificación de la muerte, entendida como muerte natural. Hipnos es la personificación del sueño y hermano gemelo de Tánatos. Su cueva es descrita como impenetrable por la luz tanto solar como lunar y estaba rodeada amapolas y otras flores hipnóticas. El río Lete también discurría en el interior de la cueva y su murmullo inducía al sueño. En la Teogonía se nos dice que en el Tártaro tienen su casa los hijos de la oscura Noche, Hipnos y Tánatos, terribles dioses; nunca el radiante sol les alumbra con sus rayos al subir ni al bajar del cielo.

### Hécate, Nix, Estigia y Tártaro
Hécate, diosa antigua y preolímpica, estaba asociada al cruce de caminos, las entradas, los perros, la luz, la luna, la magia, la brujería, el conocimiento de las hierbas y plantas venenosas y la necromancia. Otros dioses antiguos o primordiales también encontraban su hogar en el Tártaro o inframundo, como Nix, la diosa de la noche; Tártaro, dios y personificación homónima; y Estigia, diosa, ninfa y personificación del río homónimo, aliada de Zeus y por quien el propio rey de los dioses estableció un juramento inquebrantable.

### Dioses menores vinculados al inframundo
Melínoe, hija de Zeus y Perséfone, es invocada en uno de los Himnos órficos como causante de las pesadillas y de la locura. Zagreo, para los órficos, también es un dios del inframundo. La ninfas propias del inframundo eran conocida como Lámpades para los griegos o Avernales para los romanos. Entre ellas solo se incluye a Gorgira u Orfne, madre de Ascálafo en su unión con el Aqueronte. En otra fuente la consorte fue la propia Estigia. Otros dicen que la nodriza del Aqueronte fue Mormo. Mente y Leuce son dos ninfas asociadas con amoríos de Hades. Eurínomo es uno de los demonios del inframundo que se alimenta de cadáveres. Ceutónimo es el padre de Menetes, el boyero de los rebaños de Hades. Campe fue la carcelera del Tártaro. El mito de Angelos también está ubicado en el inframundo. Las Maldiciones (Ἀραί), especialmente de los muertos hacia sus víctimas, e identificándose con las Euménides, moran aquí. Empusas, lamias y mormolicias eran parte de los monstruos femeninos devoradores de hombres que moraban en las entrañas de la tierra.

### Démonesdel vestíbulo del Aqueronte
En la Eneida se mencionan toda una ralea de démones afines, que moran a las puertas del Aqueronte, a saber:
«En frente del vestíbulo, al entrar en la misma hoz del Orco (Hades), el Dolor (Luctus) ha plantado su cubil y los Remordimientos (Curae) vengadores y los pálidos Morbos (Morbi) y la triste Vejez (Senectus). Allí el Miedo (Metus) y el Hambre (Fames), maligna consejera y la odiosa Pobreza (Egestas), espantosas de ver, y la Muerte (Letum) y la Pena (Labor). Allí el Sueño (Sopor), hermano de Muerte (Letum) y el Placer prohibido (Gaudia). Y en el umbral frontero la Guerra (Bellum), portadora de la muerte, y en sus lechos de hierro las Euménides y la Discordia en furia, anudados con ínfulas sangrantes sus cabellos de víboras. En el centro un sombrío olmo gigante tiende sus ramas, sus añosos brazos. Anidan por todo él los sueños vanos, según dicen, colgados de todo su follaje. Moran allí otras muchas variadas trazas de monstruosas fieras. Acampan a sus puertas los centauros, las escilas biformes, Briareo, el gigante de cien brazos, la hidra de Lerna de silbidos horribles, la Quimera, arbolada de llamas, las gorgonas, las harpías y la traza de sombra con tres cuerpos, Briareo».

## Mitos en que aparece

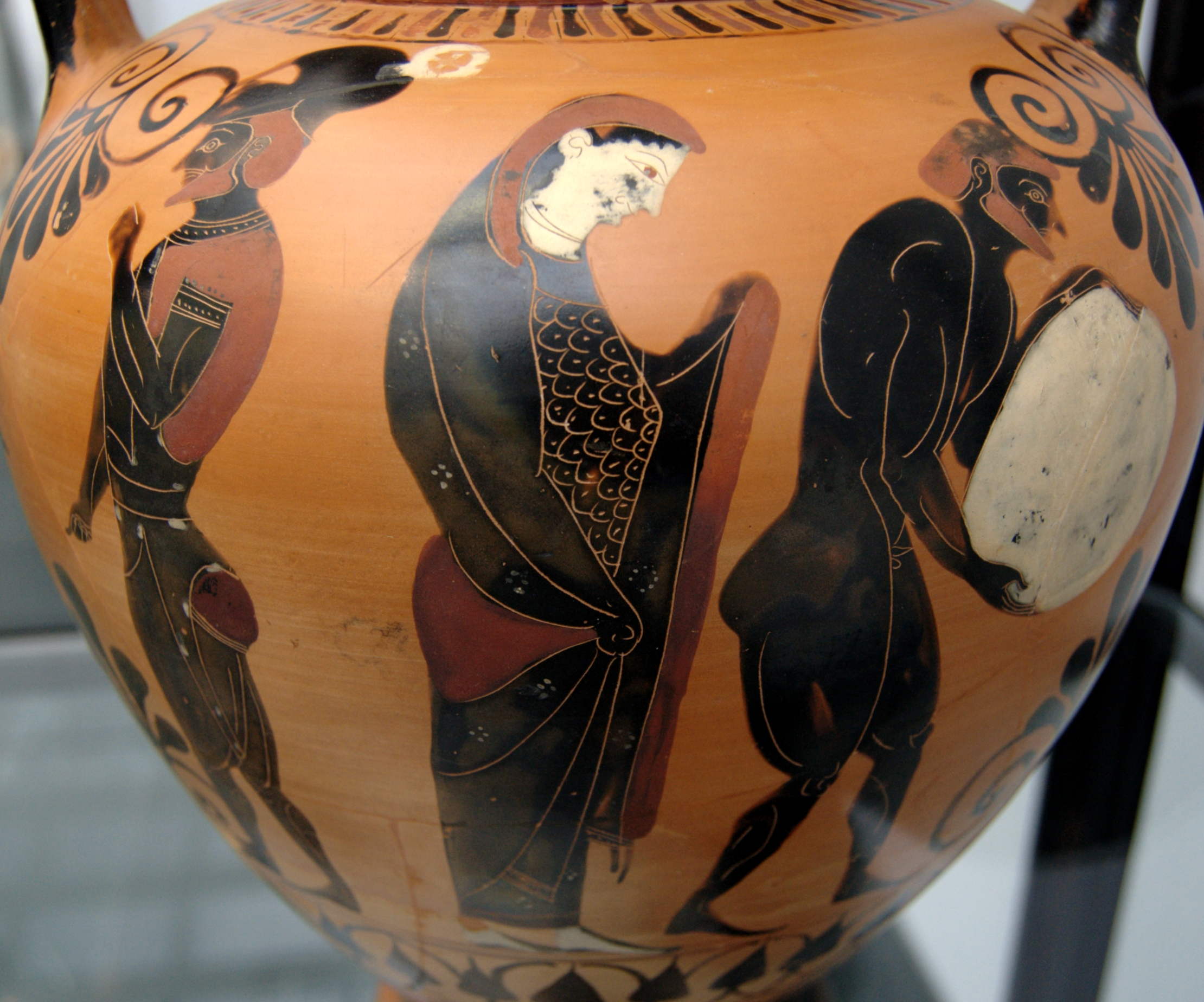
Nekyia : Áyax, Perséfone y Sísifo en el Inframundo, ánfora ática con técnica de figuras negras, circa 530 a. C., Staatliche Antikensammlungen (número de inventario 1494).

El decimosegundo y último de los doce trabajos de Heracles fue capturar a Cerbero, el guardián del Hades, y llevarlo ante Euristeo, para quien realizaba los trabajos como castigo por asesinar a su esposa e hijos.
El argonauta Orfeo, un músico de renombre, perdió a su prometida, Eurídice, al ser mordida por una serpiente durante su boda. Orfeo descendió al Inframundo y consiguió evadir a Cerbero y Caronte encantándolos con la música de su lira para implorar a Hades y Perséfone que le devolvieran a su mujer. Hades sintió lástima por él y le permitió recuperarla con la condición de volver al mundo mortal sin mirar hacia atrás; cuando Orfeo vio un destello, que confundió con la luz de la superficie, y emocionado miró hacia atrás, en ese momento su prometida se convirtió en piedra.

## Difuntos
En el inframundo griego las almas de los difuntos seguían existiendo, pero eran insustanciales y vagaban sin ninguna motivación. Los difuntos en el inframundo homérico carecen de menos o fuerza, y por lo tanto no influyen en los vivos. Asimismo no poseen phrenes o sentido común, por lo que ignoran todo lo que les rodea y la tierra sobre ellos. Sus vidas en el inframundo son neutrales, todos los estatus sociales y cargos políticos desaparecen y nadie puede beneficiarse de su vida anterior en el inframundo.
La idea de progreso no existía en el inframundo griego, en el momento del fallecimiento, la psique se congelaba, tanto en experiencia como en apariencia. Las almas del inframundo no envejecían ni cambiaban de ninguna manera, de hecho, su apariencia era la misma que en su fallecimiento, si alguien moría en batalla, iría eternamente cubierto de sangre en el inframundo, mientras que si habían fallecido pacíficamente, se mantendrían de esa manera.
En definitiva, los difuntos griegos eran considerados irritables y desagradables, pero no peligrosos ni malignos. Podían enojarse si sentían una presencia hostil cerca de sus tumbas y se les proporcionaban ofrendas para apaciguarlos y no enfadarlos. La mayoría ofrecían ofrendas de sangre porque necesitaban la esencia de la vida para comunicarse y tener conciencia de nuevo. Este hecho es mostrado en la Odisea de Homero, cuando Odiseo ofrece sangre de oveja para interactuar con las almas. En el inframundo, los difuntos pasaban el tiempo con simples juegos, ya que se han encontrado algunos dados y juegos de mesa en tumbas. Asimismo, los vivos dejaban ropas, joyas y comida, aunque no existía un consenso general sobre si los muertos podían consumir alimentos o no. Por ejemplo, Homero relata que los difuntos no pueden beber ni comer, a excepción de que hayan sido convocados; sin embargo, algunos relieves representan el inframundo celebrando grandes fiestas. Aunque no está completamente claro, se sobreentendía que los difuntos podían tener relaciones sexuales sin procrear. Los griegos también creían que se podía contraer matrimonio en el inframundo.
Luciano de Samósata describe los difuntos del inframundo como simples esqueletos, sin poder distinguirse unos de otros, por lo que es imposible conocer quien era rico o importante en el mundo de los vivos. Sin embargo, esta visión del inframundo no era universal, ya que Homero representa a los difuntos con sus rostros conocidos.
El Hades carecía del concepto del tiempo; los muertos tienen conocimiento del pasado y del futuro, y en poemas que describen a los héroes griegos, los difuntos ayudan a avanzar la trama de la historia profetizando y relatando verdades desconocidas para el héroe. La única manera que tenían los humanos de comunicarse con los muertos era suspender el tiempo y sus vidas normales para alcanzar el Hades.